# Luis Baca (actor)
Luis Enrique Martín Baca Quevedo (Lima, 5 de diciembre de 1989), conocido como Luis Baca, es un cantante, actor, compositor, docente de actuación y comunicador peruano. Es más conocido porque concursa en 2009 con el cantante Jean Paul Strauss en el reality de talentos El show de los sueños conducido por Gisela Valcárcel, y también por su rol estelar de Sergio Chávez en la serie televisiva Ven, baila, quinceañera.

## Filmografía

### Televisión

#### Series y telenovelas
| Año       | Título                  | Personaje                       | Notas                            | Ref.  |
| --------- | ----------------------- | ------------------------------- | -------------------------------- | ----- |
| 2013      | Vacaciones en Grecia    | Alfonso "Poncho" Machuca Asecaz | Rol Protagónico                  |       |
| 2013      | Vacaciones en Grecia    | Amigo de Stephanie              | Rol de Invitado Especial         |       |
| 2013      | Mi amor, el wachimán 2  | Warner Perales Charún           | Rol Secundario                   |       |
| 2014      | Goleadores              | Futbolista                      | Rol Secundario                   |       |
| 2015–2016 | Ven, Baila, Quinceañera | Sergio Andrés Chávez Molina     | Rol Principal                    | [ 1 ] |
| 2016–2017 | VBQ: Todo Por La Fama   | Sergio Andrés Chávez Molina     | Rol Principal                    |       |
| 2018      | VBQ: Empezando a Vivir  | Sergio Andrés Chávez Molina     | Rol Principal                    |       |
| 2019      | Los Vílchez             | Sergio Andrés Chávez Molina     | Material de archivo (1 Episodio) |       |
| 2022      | Junta de vecinos        | Franco Gallardo                 | Rol Principal                    |       |
| 2022      | Junta de vecinos 2      | Franco Gallardo                 | Rol Principal                    |       |

#### Programas
| Año       | Título                                    | Rol      | Notas                                                           | Ref. |
| --------- | ----------------------------------------- | -------- | --------------------------------------------------------------- | ---- |
| 2009      | El show de los sueños: Amigos del alma    | Él mismo | Concursante / Soñador (2° Puesto)                               |      |
| 2009      | El show de los sueños: Reyes del show     | Él mismo | Concursante / Soñador (Ganador)                                 |      |
| 2009      | El otro show                              | Él mismo | Invitado Especial                                               |      |
| 2013      | El gran show                              | Él mismo | Concursante (5° Puesto, Séptimo Eliminado)                      |      |
| 2013–2014 | Tu cara me suena                          | Él mismo | Concursante Invitado                                            |      |
| 2014      | La Voz Perú                               | Él mismo | Concursante Invitado                                            |      |
| 2015      | América espectáculos                      | Él mismo | Invitado Especial                                               |      |
| 2016      | Los Premios Luces 2016 (Edición Especial) | Él mismo | Invitada Especial                                               |      |
| 2017      | Campeonato mundial de baile               | Él mismo | Invitado Especial (Secuencia: Éste es mi show)                  |      |
| 2017      | Cinescape                                 | Él mismo | Invitado Especial                                               |      |
| 2018      | El artista del año                        | Él mismo | Temporada 1 Concursante (4° Puesto, Cuarto Eliminado)           |      |
| 2018      | El dúo perfecto                           | Él mismo | Concursante (6° Puesto, Segundo Eliminado) (Con Jonathan Rojas) |      |
| 2018      | Mi mamá cocina mejor que la tuya          | Él mismo | Concursante Invitado                                            |      |
| 2018      | El Pack!                                  | Él mismo | Invitado Especial                                               |      |
| 2018      | Break Televisión                          | Él mismo | Programa web para YouTube                                       |      |
| 2018      | Break Televisión                          | Él mismo | Invitado Especial                                               |      |
| 2018      | La Hora del WebVeo                        | Él mismo | Invitado Especial                                               |      |
| 2020      | Dr. Raúl Layme Arias                      | Él mismo | Invitado Especial                                               |      |
| 2020      | En boca de todos                          | Él mismo | Invitado Especial                                               |      |
| 2021      | Yachai Wasi                               | Él mismo | Invitado Especial                                               |      |
| 2021      | Chano en otro mundo                       | Él mismo | Invitado Especial                                               |      |
| 2022      | Cine Remake                               | Él mismo | Invitado Especial                                               |      |
| 2022      | Preguntas que arden                       | Él mismo | Programa web para YouTube                                       |      |
| 2022      | Preguntas que arden                       | Él mismo | Invitado Especial                                               |      |

### Cine
- Japy Ending (2014) como Mateo.
- Poseídas (2015) como Jorge.
- Me haces bien (2017).

### Vídeos musicales
- Es viernes por la noche (2013) como Warner Perales.
- Yo quisiera (2015) como Él mismo.
- Ven Baila Quinceañera (2015) (De Nicole Pillman) como Sergio Chávez.
- Tú eres mi libertad (2016) como Sergio Chávez.
- Tú y Tú (2017) como Él mismo.
- Solo Pa' Mí (Remix) (2017) como Él mismo.
- Solo piensa (2018) como Él mismo.
- A tu lado (2018) como Él mismo.
- Tú eres mi libertad (Nueva versión) (2019) como Sergio Chávez.
- No es justo (2020) como Él mismo.
- Vaina Loca (2020) como Él mismo.
- SLOW (2020) como Él mismo.
- Yo quiero vivir en el Perú (2021) como Él mismo.

## Teatro
- Fama, el musical (2010).
- Rent (2010).
- Carmín, el musical (2011).
- Hairspray (2012) como Seaweed J. Stubbs.
- Los Locos Addams: El musical (2013).
- Katrina Kunetsova y el Clítoris Gigante (2013).
- Romeo y Julieta (2013).
- Mi amor, el wachimán 2: El musical (2013) como Warner Perales.
- La multa (2014).
- Laberintos (2015).
- En el barrio (2016).
- Laberintos (Reposición) (2021).
- Cómo crecen los árboles (2022).
- Tenis (2022).

## Discografía

### Álbumes
- La Navidad de tus sueños (Colaborador).
- Mi forma de ser (2020) (Colaborador).

### Temas musicales
- «¡Despierta, es Navidad!» (2009) (Con Marco Zunino y el elenco de El show de los sueños).
- «Amor de verano» (2013) (Tema para Vacaciones en Grecia; Con Juan Carlos Rey de Castro, Jely Reátegui y Daniela Camaiora).
- «Hasta que llegaste tú» (2013) (Tema para Vacaciones en Grecia; Con Daniela Camaiora).
- «Yo quisiera» (2015).
- «No es cierto (Nueva versión)» (2015) (Con Sandra Muente).
- «Tú eres mi libertad» (2016).
- «Tú eres mi libertad» (2016) (Tema para Ven, Baila, Quinceañera).
- «Mil lunas de abril (Acústico)» (2016) (Con Álvaro Cooper).
- «El amante» (2017).
- «El amante (Versión bachata)» (2017).
- «Solo Pa' Mí» (2017).[2]
- «Solo Pa' Mí (Remix)» (2017) (Con DJ Towa).
- «Tú y Tú (2017).
- «Voy a enloquecer» (2017) (Tema para VBQ: Todo Por La Fama).
- «Quien se queda, quien se va» (2018) (Tema para VBQ: Empezando a Vivir).
- «Solo piensa» (2018).
- «A tu lado» (2018) (También compositor).
- «La mala (2018)».
- «Empilada (2018)».
- «Empilada (Remix)» (2018) (Con Makz Corsio).
- «Crecer».
- «Loco enamorado» (2018).
- «Tú eres mi libertad (Nueva versión)» (2019) (Con Alessandra Fuller).
- «Vaina Loca» (2020) (Con Bruno Gotelli).
- «No es justo» (2020) (Colaboración con Gonzalo Calmet, Wendy Sulca, Samanez y Laura Arroyo).
- «Déjate llevar» (2020).
- «Te fuiste de aquí».
- «Dame un día que te sobre» (2021) (Con NORECOMENDABLE).
- «Yo quiero vivir en el Perú» (2021) (Con Susan Ochoa, Marco Romero y otros artistas).
- «Hasta que me quieras» (2021) (Tema para Junta de vecinos; Con Estrella Torres).
- «Te confieso» (2022) (Tema para Junta de vecinos; Con Ximena Palomino).
- «Como sucedió» (2022) (Tema para Junta de vecinos 2; Con Priscila Espinoza).

### Conciertos
- Luis Baca: Concierto en Lima, música romántica (2018).
- Barrio Latino (2019).

### Bandas sonoras
- Vacaciones en Grecia (2013).
- Ven, Baila, Quinceañera (2016).
- VBQ: Todo Por La Fama (2017).
- VBQ: Empezando a Vivir (2018).
- Junta de vecinos (2021–2022).
- Junta de vecinos 2 (2022).

## Literatura

### Álbumes
- Mi amor, el wachimán 2 (2013) como Walter Perales (Imagen).

## Premios y nominaciones
| Año  | Premio                                            | Categoría                      | Trabajo                                 | Resultado | Ref. |
| ---- | ------------------------------------------------- | ------------------------------ | --------------------------------------- | --------- | ---- |
| 2013 | Festival Iberoamericano de teatro de Mar de Plata | Mejor Interpretación Masculina | Katrina Kunetsova y el Clítoris Gigante | Candidato |      |
| 2016 | Premios Luces de El Comercio                      | Mejor Actor de Reparto         | En el barrio                            | Ganador   |      |